# Sjenica
Sjenica (izvirno srbsko Сјеница) je mesto v Srbiji, ki je središče istoimenske občine; slednja pa je del Zlatiborskega upravnega okraja.
V bližini naselja v katerem je po popisu prebivalcev leta 2002 živelo največ Bošnjakov se nahaja letališče Sjenica.

## Demografija
V naselju živi 9455 polnoletnih prebivalcev, pri čemer je njihova povprečna starost 33,9 let (33,4 pri moških in 34,4 pri ženskah). Naselje ima 3643 gospodinjstev, pri čemer je povprečno število članov na gospodinjstvo 3,61.
|  |

| Demografija | Demografija     | Demografija     |
| Leto        | Št. prebivalcev | Št. prebivalcev |
| ----------- | --------------- | --------------- |
|             |                 |                 |
|             |                 |                 |
|             |                 |                 |
|             |                 |                 |
| 1948        | 3805            |                 |
| 1953        | 4478            |                 |
| 1961        | 5124            |                 |
| 1971        | 8552            |                 |
| 1981        | 11136           |                 |
| 1991        | 14445           | 14055           |
| 2002        | 15648           | 13161           |
|             |                 |                 |

| Etnična sestava po popisu iz leta 2002 | Etnična sestava po popisu iz leta 2002 | Etnična sestava po popisu iz leta 2002 | Etnična sestava po popisu iz leta 2002 | Etnična sestava po popisu iz leta 2002 |
| -------------------------------------- | -------------------------------------- | -------------------------------------- | -------------------------------------- | -------------------------------------- |
| Bošnjaki                               | Bošnjaki                               |                                        | 10.107                                 | 76,79%                                 |
| Srbi                                   | Srbi                                   |                                        | 2.612                                  | 19,84%                                 |
| Muslimani                              | Muslimani                              |                                        | 320                                    | 2,43%                                  |
| Črnogorci                              | Črnogorci                              |                                        | 19                                     | 0,14%                                  |
| Jugoslovani                            | Jugoslovani                            |                                        | 19                                     | 0,14%                                  |
| Albanci                                | Albanci                                |                                        | 10                                     | 0,07%                                  |
| Makedonci                              | Makedonci                              |                                        | 7                                      | 0,05%                                  |
| Hrvati                                 | Hrvati                                 |                                        | 4                                      | 0,03%                                  |
| Romi                                   | Romi                                   |                                        | 3                                      | 0,02%                                  |
| Romuni                                 | Romuni                                 |                                        | 2                                      | 0,01%                                  |
| Goranci                                | Goranci                                |                                        | 2                                      | 0,01%                                  |
| Nemci                                  | Nemci                                  |                                        | 1                                      | 0,00%                                  |
| Bolgari                                | Bolgari                                |                                        | 1                                      | 0,00%                                  |
| Neznano                                | Neznano                                |                                        | 34                                     | 0,25%                                  |

Official website Sjenica.com